# Baha Men

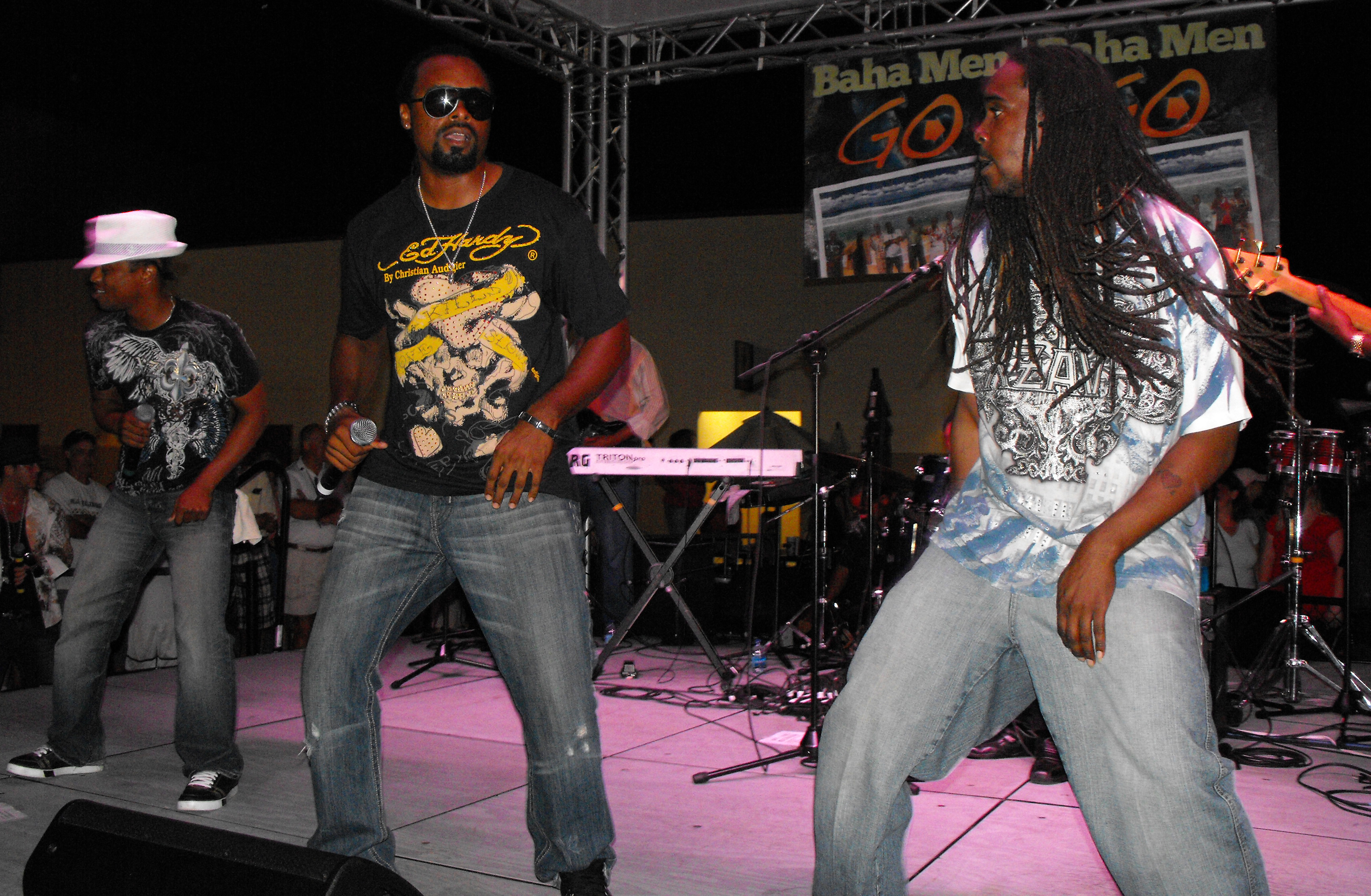
Baha Men durante show em junho de 2010.

Baha Men é um banda das Bahamas responsável pelo sucesso da canção "Who Let the Dogs Out?".
No ano 2001, a banda venceu um Grammy Award na categoria "Best Dance Recording" pela canção "Who Let the Dogs Out?".

## Discografia
- Noo (1985)
- High Voltage (as High Voltage) (1987)
- Kick In The Bahamas (1990)
- Junkanoo (1992)
- Kalik (1994)
- Here We Go Again (1996)
- I Like What I Like (1997)
- Doong Spank (1998)
- Who Let the Dogs Out (2000)
- 2 Zero 0-0 (2001)
- Move It Like This (2002)
- Holla! (2004)
- Noo Junk (?)
- Dooo Da Mike Vick (2012)